# 大庄坨乡
大庄坨乡，是中华人民共和国河北省唐山市古冶区下辖的一个乡镇级行政单位。

## 行政区划
大庄坨乡下辖以下地区：
黑鸭子村、杜军庄村、新庄子村、雷庄村、小任家套村、小建洲营村、大庄坨村、大建洲营村、小庄坨村、双合村、胡庄村、东兴街村、前兴街村、永兴街村、北兴街村和林西村。